# Golpe de Estado en Siria de 1961
El golpe de Estado sirio de 1961 fue un levantamiento de oficiales descontentos del ejército sirio el 28 de septiembre de 1961, que resultó en la desintegración de la República Árabe Unida y la restauración de una República Siria independiente.
Aunque el ejército tenía todo el poder, decidió no gobernar directamente y en su lugar confió a políticos de los partidos políticos tradicionales de la anterior República Siria la formación del gobierno secesionista. El país restaurado fue una continuación de la República Siria, pero debido a la influencia de los nasseristas y los nacionalistas árabes adoptó un nuevo nombre y se convirtió en la República Árabe Siria. El régimen restaurado era frágil y caótico, pues las luchas internas en el ejército influían en la política gubernamental.  Los políticos conservadores tradicionalistas estaban cada vez más distanciados del ejército radicalizado, que finalmente barrió con el viejo orden en el golpe de Estado del 8 de marzo de 1963.

## El descontento sirio con la RAU
Después de la apresurada y abiertamente entusiasta decisión de unirse con Egipto, los sirios se dieron cuenta de que se habían unido a una dictadura militar autocrática y muy centralizada que destruía cada vez más la política y la economía tradicionales de Siria. De hecho, durante este período Siria no existía, era la Región Norte de la RAU.
Los partidos políticos fueron disueltos. Los primeros en ser purgados fueron los comunistas . El Partido Baaz, a pesar de ser el campeón de la unidad y el aliado político más natural del presidente Gamal Abdel Nasser, también fue apartado de los puestos de influencia durante 1959-1960. Los oficiales sirios se sintieron amenazados en sus posiciones anteriormente seguras. Cientos de oficiales sirios fueron destinados al lejano Egipto o enviados al retiro. En su lugar llegaron administradores y oficiales egipcios. Siria estaba gobernada por la policía secreta de Abdel Hamid al-Sarraj.

## Economía
Durante los primeros meses de 1961 el control estatal sobre la economía siria aumentó considerablemente. El gobernador del Banco Central de Siria dimitió a finales de enero, advirtiendo de los peligros de la nacionalización y la unificación monetaria prevista (Egipto y Siria todavía tenían sus propias monedas). El 5 de febrero se introdujo el control monetario: se congelaron todos los depósitos en moneda extranjera y se prohibió la exportación de moneda siria de más de 100 piastras sirias. El objetivo oficial era aumentar las reservas de divisas y evitar la fuga de capitales, pero en realidad ocurrió todo lo contrario: los capitales empezaron a huir del país. El 10 de febrero se revocaron las licencias de importación existentes y los importadores tuvieron que volver a solicitar otras nuevas. El 4 de marzo todos los bancos tuvieron que convertirse en sociedades anónimas propiedad de ciudadanos árabes de la República Árabe Unida de Tanzanía. De los 16 bancos que operaban en Siria en ese momento, 6 eran propiedad de árabes de la UAR, 6 eran propiedad de árabes no de la UAR y 7 eran propiedad de no árabes.
Del 20 de febrero al 8 de marzo de 1961, Nasser realizó su quinta y última visita a Siria, donde pronunció discursos denunciando la economía liberal y promoviendo un modelo más socialista y controlado por el Estado. También prometió que se desarrollarían más fábricas e infraestructura industrial en el país, que todavía es predominantemente agrícola. 
A principios de julio, el Gobierno confiscó granos almacenados y anunció un aumento de la importación de ganado para hacer frente a la escasez de alimentos y carne causada por la grave sequía que había asolado Siria durante tres años. 
En julio de 1961, Nasser anunció su segunda revolución (social) al promover una serie de leyes que nacionalizaron la mayoría de las industrias, endurecieron la reforma agraria, introdujeron la participación de los empleados en la gestión y el derecho a compartir los beneficios. Como era habitual en Nasser, estas leyes no se discutieron de antemano.  Las élites sirias estaban unidas en la comprensión de que estaban a punto de perderlo todo. A esto se sumó el creciente descontento entre los oficiales del ejército.

## Se abolió el gobierno regional
El 16 de agosto se abolió el Consejo Ejecutivo del Norte, el gobierno regional de Siria desde 1958, y todo el poder ejecutivo se concentró en El Cairo. Los ejecutivos sirios fueron trasladados a El Cairo y se les otorgaron puestos en el gobierno unificado. El 30 de agosto, la Región Norte se dividió en 11 gobernaciones con gobernadores designados por Nasser y responsables ante el ministro del Interior. Siria se había convertido en una provincia egipcia más.

## Crisis de Sarraj
Abdel Hamid al-Sarraj fue el último sirio con poder real en Siria. El Presidente del Consejo Ejecutivo del Norte, Secretario General de la rama local de la gobernante Unión Nacional, Ministro del Interior sirio y durante mucho tiempo jefe de la policía secreta, Sarraj, también había sido un importante partidario de Nasser y su ascenso al poder con la República Árabe Unida.
Ya en junio de 1961 Nasser había comunicado a Sarraj su plan de liquidar la administración local. Como forma de sacarlo del poder, el 17 de agosto de 1961 Sarraj fue nombrado uno de los vicepresidentes de la UAR con responsabilidad sobre los asuntos internos y se trasladó a El Cairo.  El 13 de agosto, Nasser envió a su confidente Abdel Hakim Amer (en el papel de Inspector General) para tomar el control en Damasco. El 26 de agosto, Amer y Sarraj viajaron a El Cairo para asistir a una reunión gubernamental. El 15 de septiembre, Sarraj regresó a Damasco y el 16 de septiembre convocó una reunión del Comité Ejecutivo de la Unión Nacional de la región Norte. 
El 16 de septiembre, Amer anunció que Sarraj ya no tenía autoridad para convocar tales reuniones, a lo que Sarraj respondió que, como Secretario General electo de la Unión Nacional regional, permanecería en el poder hasta que se eligiera al siguiente Secretario General. La Unión Nacional en ese momento era el partido gobernante de la UAR y, al menos en teoría, tenía control sobre el gobierno. Para eliminar este conflicto, el 18 de septiembre Nasser ordenó la fusión de las secciones sindicales nacionales egipcia y siria.
Comenzó una lucha por la base de poder de Sarraj: la policía secreta. Entre el 16 y el 17 de septiembre, Amer ordenó la destitución o el arresto de los principales oficiales de seguridad. El 17 de septiembre, Amer publicó un decreto que prohíbe el arresto de cualquier persona sin una orden del Fiscal General. Esto limitó la libertad de los servicios secretos para arrestar a cualquier persona a su antojo. Al mismo tiempo, se decidió unir los servicios de seguridad egipcios y sirios, poniéndolos bajo el control de El Cairo. 
Amer también intentó reconstruir contactos positivos con los políticos del Baath, incluido Salah ad-Din al-Bitar, que eran enemigos de Sarraj pero partidarios del socialismo de Nasser, otorgando pensiones a los exministros del Baath el 17 de septiembre.
La lucha entre Amer y Sarraj había provocado una mayor consolidación de todas las estructuras de poder en manos de El Cairo. A medida que avanzaba la semana, algunos partidos clandestinos iniciaron manifestaciones callejeras contra el mayor control egipcio y se envió al ejército para proteger edificios clave en Damasco.
El 20 de septiembre de 1961, Sarraj y Amer fueron a El Cairo para una reunión de crisis con Nasser. Se esperaba que Sarraj continuara en sus funciones, pero el 26 de septiembre presentó su renuncia a todos sus cargos. Nasser ordenó a Amer que regresara a Damasco inmediatamente.
Durante este período tumultuoso entre los dirigentes de la UAR, los golpistas pudieron planificar y lanzar su golpe sin ser detectados.

## El golpe
A las 4 El 28 de septiembre, una columna blindada bajo el mando del teniente coronel Abd al-Karim al-Nahlawi, jefe de la oficina de Amer en Siria, y unidades de la Guardia del Desierto bajo el mando del teniente coronel Haydar al-Kuzbari entraron en Damasco y se encontraron con las tropas de la guarnición de Damasco y la fuerza aérea. El cuartel general del ejército, la estación de radio y el aeropuerto fueron tomados, se establecieron puestos de control y los tanques patrullaron las calles. Los comandantes del ejército sirio y Amer fueron arrestados. Sarraj fue puesto bajo arresto domiciliario. Justo antes de su arresto a las 4 A las 10:00 horas, Amer tuvo tiempo de ordenar al mayor general egipcio Anwar al-Qadi que trasladara una brigada de artillería de campaña desde su base 40 A kilómetros de Damasco se llega a la ciudad y se intenta reprimir el levantamiento. Aunque los oficiales egipcios, ignorando las quejas sirias, obedecieron diligentemente la orden, en camino a Damasco estas tropas fueron recibidas por su comandante sirio, quien les ordenó regresar a la base y arrestó a todos los oficiales egipcios.
A las 7:25 El comunicado nº 1 del Comando Supremo Revolucionario Árabe de las Fuerzas Armadas (CSRAFA) fue difundido por la radio de Damasco en el que se anunció que "el ejército ha tomado medidas para eliminar la corrupción y la tiranía y para restaurar los derechos legítimos del pueblo". El comunicado número 2 era más político y enumeraba quejas contra "la camarilla opresora y corrupta" que había desacreditado la unión entre los pueblos árabes. También fueron criticadas las leyes socialistas introducidas en julio y los planes para purgar a los oficiales sirios. El comunicado #3 anunció que SARCAF tenía el control total y pidió que todos los egipcios fueran tratados con cuidado. El Comunicado #4 anunció el cierre de todos los aeropuertos y puertos.
Aunque en ese momento el CSRAFA no anunció la disolución de la UAR ni la secesión de ella, la mayoría de los sirios estaban hartos del dominio egipcio y, a pesar de las interminables manifestaciones en favor del objetivo de la unidad árabe, estaban felices de recuperar sus libertades tradicionales.
A las 9:07 Nasser tomó la inusual medida de responder a la rebelión mediante una transmisión radial en vivo. Anunció que no disolvería la RAU (esto debía hacerlo Anwar Sadat en septiembre de 1971),  que la rebelión en Damasco era de pequeña escala y que había dado órdenes al ejército sirio para reprimirla.
Mientras tanto, Amer, junto con otros comandantes del ejército sirio y ministros arrestados, pasaron el día negociando con los rebeldes. Amer estaba seguro de que la RAU podría salvarse satisfaciendo las demandas rebeldes de mayor autonomía local, suavizando las leyes de julio y mediante una reforma agraria. Todavía no está claro si Amer fue sincero durante estas negociaciones o simplemente estaba ganando tiempo y esperando a las tropas egipcias. A Amer se le permitió ponerse en contacto con Nasser a través de una radio de onda corta y obtener su aprobación para este acuerdo. Con esta nota conciliatoria, el comunicado nº 9 del CSRAFA  se transmitió a la 1:26 En el mensaje se anunciaba que el CSRAFA  quería preservar la unidad árabe y que Amer había "tomado las decisiones necesarias para salvaguardar la unidad de las fuerzas armadas de la República Árabe Unida. Los asuntos del ejército habían vuelto a su curso normal". Radio Damasco se identificó una vez más como la "estación de radio de la RAU en Damasco".
Aunque durante unas horas pareció que la RAU estaba salvada, ambas partes estaban lejos de llegar a un acuerdo. A primera hora de la tarde, los rebeldes habían recibido el apoyo de casi todas las unidades del ejército sirio y se sentían seguros de la victoria. Nasser se negó a negociar con los rebeldes o a cambiar sus políticas en Siria. A las 5:20 El 1 de mayo, Amer y un grupo de oficiales egipcios y leales fueron subidos a un avión con destino a El Cairo; esto fue anunciado en el comunicado #12 a las 5:45 p.m.
A las 6:55 El primer ministro Nasser habló una vez más en la radio. Se negó a negociar y pidió a las fuerzas armadas que cumplieran con su deber aplastando a los rebeldes. De hecho, alrededor de las 9:30 Esa mañana, Nasser había ordenado el envío de algunas tropas egipcias a Siria en un esfuerzo por reprimir la rebelión. Como Egipto y Siria no compartían fronteras terrestres, se ordenó a paracaidistas aerotransportados y algunas tropas transportadas por mar partir hacia Latakia y Alepo, donde las bases del ejército todavía eran leales a Nasser. Sin embargo, poco tiempo antes de que las fuerzas egipcias llegaran a estas bases, éstas fueron tomadas por tropas rebeldes. Los menos de 200 paracaidistas egipcios que desembarcaron en Latakia fueron rodeados por las tropas rebeldes y luego regresaron a Egipto. Nasser canceló toda la operación. El 2 de noviembre, 870 oficiales y soldados egipcios fueron enviados a casa, mientras que 960 sirios regresaron pacíficamente de Egipto.
Más tarde, en la noche del 28 de septiembre, los anuncios de la radio rebelde comenzaron a atacar personalmente a Nasser, llamándolo tirano. Se impuso un toque de queda en Damasco a partir de las 7 desde las 17:30 hasta las 17:30 soy. Si durante el día no estaba claro si los rebeldes querían mayor libertad para Siria dentro de la RAU o la restauración de la independencia total, cuando Radio Damasco terminó su última emisión de ese día después de la medianoche con el himno nacional sirio, quedó claro que habían elegido la independencia.

## Periodo de gobierno secesionista (29 de septiembre de 1961 – 8 de marzo de 1963)
A las 7:30 El 29 de septiembre, Radio Damasco anunció que el CSRAFA había confiado a Maamun al-Kuzbari (un pariente de uno de los organizadores del golpe) la formación de un nuevo gobierno integrado por los antiguos políticos del Partido Nacional y del Partido del Pueblo. Era un gobierno de las élites sirias tradicionales, pero prometió mantener algunas de las políticas progresistas y socialistas de Nasser. Ese mismo día, Jordania y Turquía reconocieron el nuevo régimen. Ese mismo día, el mayor general Abd al-Karim Zahreddine, un druso que no participó en la planificación del golpe, fue nombrado comandante en jefe del ejército. Fue una figura de compromiso y sobrevivió en el cargo hasta el golpe de Estado del 8 de marzo de 1963. La república restaurada mantuvo la bandera y el himno de la antigua República Siria, pero cambió su nombre a República Árabe Siria (para demostrar su compromiso con la causa nacionalista árabe).
En un discurso pronunciado el 5 de octubre, Nasser reconoció el hecho de la secesión siria y dijo que no bloquearía la renovada membresía de Siria en la ONU y en la Liga de los Estados Árabes, a la que Siria se reincorporó el 29 de octubre. Sin embargo, esto no significaba que Nasser fuera a ser amigable con el nuevo régimen. Las guerras de propaganda entre Egipto y Siria comenzaron en octubre, cuando Egipto llamó a los políticos sirios “capitalistas, reaccionarios y feudalistas”. En lugar de hablar de la naturaleza dictatorial del estado policial de la RAU, los sirios tuvieron que responder constantemente afirmando que no eran reaccionarios, agentes occidentales y traidores contra la unidad árabe.
Después de que el CSRAFA designara a Zahr as-Din, los nuevos comunicados se emitieron bajo su nombre. Se creó un nuevo Consejo de Seguridad Nacional que incluía a los comandantes del Ejército, al Presidente y cinco ministros clave que supervisaban al gobierno. Este sistema fue la fuente de la inestabilidad del régimen secesionista. Aunque el parlamento y el gobierno estaban compuestos en su mayoría por políticos tradicionales y de centro derecha, los militares querían conservar e implementar muchas de las reformas y logros socialistas de la era de la RAU destinados a mejorar las condiciones de los pobres y a crear una economía controlada por el Estado. Los militares no eran demócratas, sino que querían implementar su versión local del gobierno militar de partido único al estilo de la RAU. 
Abd al-Karim al-Nahlawi estableció un Consejo de Seguridad Nacional, que sirvió como herramienta para mantener el control del ejército sobre el gobierno civil. Se mantuvieron las restricciones de la era de la RAU a las libertades políticas e individuales. Los partidos políticos seguían prohibidos y se conservaba el control sobre los medios de comunicación. Los que fueron destituidos de sus cargos bajo el régimen de la RAU no fueron reintegrados. Se reanudaron las tradicionales luchas internas y la inestabilidad. Esto fue ayudado por el hecho de que los principales líderes del golpe tenían diferentes inclinaciones políticas y también intereses comerciales (a través de sus familias extendidas). Al-Kuzbari fue arrestado ya en noviembre de 1961 y al-Husseini en enero de 1962.
Mientras que los partidos tradicionales apoyaron plenamente a la Siria restaurada, el partido Baath estaba dividido. Akram al-Hawrani y sus socialistas estaban en contra de la RAU, mientras que ambos fundadores, Michel Aflaq y Salah ad-Din al-Bitar, enviaron señales confusas. Aflaq se negó a apoyar la secesión, mientras que al-Bitar la había apoyado inicialmente, pero retiró su apoyo bajo presión del partido. Muchos miembros del partido en las provincias habían mantenido vivo el partido durante el período de la RAU y estaban en contra de Aflaq, quien había proclamado la disolución del partido Ba'ath sin ninguna consulta con los miembros del partido. Este período de confusión aumentó la determinación del Comité Militar del Baaz de lograr sus objetivos.
Antes de la ratificación de la Constitución recién redactada, estaba en vigor la Constitución de 1950. El 17 de octubre, Siria abolió las leyes de julio que habían nacionalizado grandes sectores de la economía.
Después de las elecciones de diciembre, los líderes del Partido Popular , Maarouf al-Dawalibi y Nazim al-Kudsi, se convirtieron en primer ministro y presidente, respectivamente. Maamun al-Kuzbari fue elegido presidente del Parlamento.
Durante los primeros meses después del golpe, el gobierno logró reducir el número de golpistas en los puestos directivos del ejército y al mismo tiempo redujo las leyes y regulaciones socialistas de la RAU. En lugar de mantener fuertes relaciones con el aliado de Egipto, la URSS, se establecieron mejores relaciones con Alemania Occidental e Irak. El 16 de marzo de 1962, el presidente Nazim al-Kudsi se reunió con el primer ministro iraquí, Abd al-Karim Qasim.
Durante la primavera de 1962 creció la presión en el Parlamento para el restablecimiento de plenas libertades democráticas. El Parlamento solicitó la dimisión de Al-Dawalibi, la restauración de todas las libertades y el establecimiento de un Gobierno de Unidad Nacional. Al-Dawalibi dimitió el 27 de marzo.
Entre el 28 de marzo y el 2 de abril de 1962, Siria se vio sacudida por golpes de Estado y contragolpes. El primer intento lo realizó Abd al-Karim al-Nahawi, cuyas fuerzas ahora incluían baazistas y nasseristas. Quería recuperar su influencia perdida en el ejército y el gobierno. Las fuerzas de Al-Nahlawi arrestaron a miembros del gobierno y disolvieron el parlamento, después de lo cual el presidente Al-Qudsi dimitió en protesta. El 30 de marzo, el general Zahr ad-Din y destacados oficiales del ejército de la región de Damasco anunciaron que este golpe era una continuación del golpe del 28 de septiembre y que devolvería al país a sus objetivos originales.
Mientras tanto, el 31 de marzo los nasseristas y los baazistas liderados por Jassem Alwan se rebelaron. Aunque sus objetivos eran diferentes, estaban unidos en su oposición al golpe de Estado de al-Nahlawi en Damasco. Las fuerzas de Alwan y los baazistas del Comité Militar se rebelaron en Alepo, Homs y Deir ez-Zor. Pidieron la restauración de la RAU y el envío de tropas de apoyo por parte de Egipto. 
El 1 de abril de 1962, el jefe del ejército Abd al-Karim Zahreddine mantuvo conversaciones en Homs entre todas las facciones del ejército, durante las cuales se alcanzó un compromiso secreto: 
1. Tanto al-Nahlawi como Alwan y sus principales partidarios fueron exiliados.
2. El Presidente Al-Qudsi y el gobierno civil fueron reinstalados.
3. En un futuro próximo se organizarán nuevas elecciones y un referéndum sobre la unión con Egipto.
4. Se reorganizarían las filas del ejército para que los nasseristas obtuvieran su parte de puestos.
5. Se reintroducirían las políticas de reforma agraria y nacionalización de la UAR.
6. Se garantizaría que la guarnición de Jaseem en Alepo cumpliera estos acuerdos.

El ejército sirio se había fracturado en líneas políticas, regionales y religiosas, pero estaba unificado en su deseo de conservar el control del gobierno, impedir el retorno a una democracia plena y continuar un curso de desarrollo más socialista.
El 3 de abril un grupo de oficiales amotinados fue exiliado a Suiza. El 4 de abril, Abd al-Karim Zahreddine hizo nuevos nombramientos en las filas. El 13 de abril el presidente al-Qudsi reanudó sus funciones. El 16 de abril tomó posesión un nuevo gobierno de tecnócratas, dirigido por el Dr. Bashir al-Azma . Abd al-Karim Zahreddine fue el nuevo ministro de Defensa. Este gobierno renacionalizó grandes empresas, incluidos los bancos, y reinició la reforma agraria.
Mientras tanto, los nasseristas y los baazistas, con apoyo egipcio, planearon otro golpe para restaurar la RAU, que debía tener lugar el 28 de julio de 1962, pero fue descubierto y reprimido por el gobierno. Siria exigió que la Liga Árabe investigue el asunto y durante una reunión acusó públicamente a Egipto de querer anexionarse Siria. La delegación egipcia abandonó la reunión y suspendió la participación siria en la Liga Árabe por un año.
El 17 de septiembre se juró un nuevo Gobierno de Unidad Nacional, dirigido por Khalid al-Azm, y se disolvió el Parlamento. El nuevo gobierno comenzó a implementar políticas socialistas y a restaurar plenas libertades democráticas. El estado de emergencia se levantó el 22 de diciembre de 1962. Beneficiándose de las nuevas libertades, Abd al-Karim al-Hahlawi regresó a Siria y exigió su reincorporación al ejército. Las maquinaciones y conspiraciones en el ejército continuaron y finalmente condujeron al golpe del 8 de marzo de 1963, organizado por oficiales subalternos del Comité Militar Baazista.